# Paranomus spicatus
Paranomus spicatus är en tvåhjärtbladig växtart som först beskrevs av Berg., och fick sitt nu gällande namn av Carl Ernst Otto Kuntze. Paranomus spicatus ingår i släktet Paranomus och familjen Proteaceae. Inga underarter finns listade i Catalogue of Life.